# Daniel Strož
Daniel Strož, německým občanským jménem Daniel Stros, (* 4. srpna 1943 Plzeň) je český básník, publicista, nakladatel, literární kritik, mecenáš a levicově orientovaný politik. Doposud vydal česky dvacet svých básnických a nejméně stejný počet dalších knih (divadelní hra, soubory novinových komentářů, rozhovory). Do němčiny jeho verše překládali Franz Peter Künzel a Reiner Kunze.

## Život
V roce 1968 emigroval do SRN, v roce 1975 založil v Mnichově nakladatelství Poezie mimo domov, ve kterém do roku 1996 vydal zhruba dvě stě titulů českých a slovenských spisovatelů a básníků. Vydával také (1981–1990) významný exilový kulturněpolitický časopis Obrys. Za svou exilovou literární a vydavatelskou činnost byl r. 1981 zbaven čs. občanství. Na základě rodinného původu mu bylo následně uděleno německé.
V letech 1995 až 2004 byl komentátorem komunistických Haló novin, protože jeho "kritické" články byly demokratickým tiskem odmítány. Je čestným předsedou Unie českých spisovatelů. Založil a sponzoroval Literární cenu Daniela Strože a Unie českých spisovatelů, od podzimu 1995 byl zakladatelem a vedoucím redaktorem týdeníku Obrys-Kmen (spolu s Karlem Sýsem). Na jaře 2014 vydávání tohoto časopisu ukončil.
V roce 2004 byl tehdy ještě pod jménem Franz Stros coby cizinec na kandidátce KSČM zvolen do Evropského parlamentu, kde zasedal ve Výboru pro právní záležitosti a byl náhradníkem ve Výboru pro kulturu a vzdělávání. V Bruselu pak po několik let také připravoval a řídil čtvrtletník Evropa zleva, vycházející v mnohatisícovém nákladu a informující českou veřejnost o práci europoslanců. Závěrem svého působení v EP byl vyhodnocen (spolu se Zuzanou Roithovou) nejagilnějším poslancem české delegace. Za přínos k přijetí Bulharska do EU obdržel (2007) stříbrnou plaketu bulharského parlamentu. V roce 2009 už svůj post v EP neobhajoval a odešel do důchodu.
Strožovy články lze nalézt především ve starších internetových Britských listech Jana Čulíka, básně potom v Divokém víně Ludvíka Hesse.
Je ženatý a má dvě děti.